# Centrale thermique d'Hornaing
La centrale thermique d'Hornaing est une ancienne centrale électrique, mise en service en 1958 et arrêtée en 2015 par ordre du TIG de Douai, alimentée par du charbon et exploitée par la SNET (Société nationale d’électricité et de thermique), filiale à 100 % de E.ON.

## Historique
Après la fermeture de la centrale, plusieurs projets ont vu le jour, restés sans suites, dont celui d'un parc d'attractions utilisant la tour de refroidissement pour y installer un toboggan géant, d'un restaurant panoramique avec vue à 360° installé sur cette tour, ou encore l'accueil de concerts de musique techno à ciel ouvert.

### Fosse Heurteau

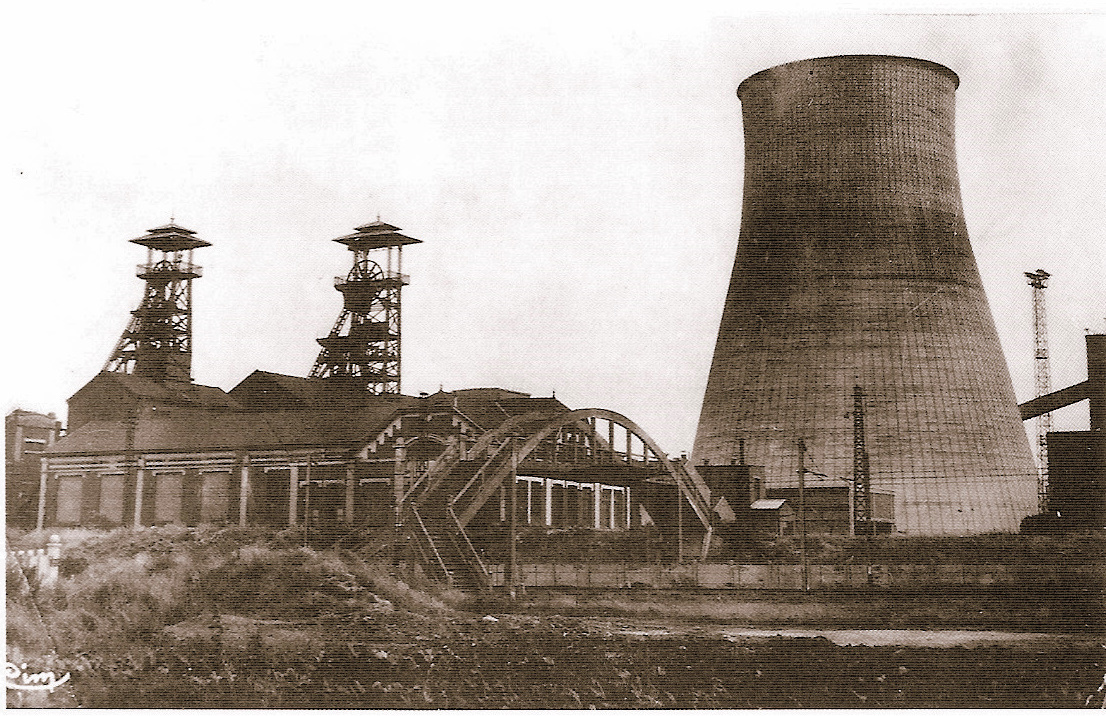
La fosse Heurteau à Hornaing en 1960.

Le site est occupé par la fosse Heurteau de la Compagnie des mines d'Anzin, un charbonnage du bassin minier du Nord-Pas-de-Calais situé au nord d'Hornaing. Les deux puits sont foncés en 1927 dans le nord de la commune afin d'assurer le service et l'aérage pour la fosse Agache sise à Fenain. Des cités sont bâties à proximité de la fosse, de l'autre côté de la ligne de Douai à Blanc-Misseron, et un embranchement ferroviaire relie la fosse à celui de la fosse Agache. Un terril plat est édifié au sud de la fosse.
La Compagnie des mines d'Anzin est nationalisée en 1946, et intègre le Groupe de Valenciennes. Des habitations de plain-pied viennent agrandir la cité. La Centrale thermique d'Hornaing est construite dans les années 1950 au sud de la fosse, rasant ainsi son terril. Le puits no 1 est remblayé en 1966, et ses installations sont détruites. Le puits no 2 ferme en même temps que la fosse Agache en 1976, et ses installations sont détruites la même année, à l'exception du chevalement qui l'est le 19 septembre 1978. La carreau de fosse sert ensuite à stocker le charbon de la centrale.
Au début du XXIe siècle, Charbonnages de France matérialise les têtes des puits Heurteau nos 1 et 2. Le carreau de fosse est inclus dans le périmètre de la centrale.

### SNET(Société nationale d’électricité et de thermique)
La SNET est l'héritière des centrales thermiques des Charbonnages de France, elle dispose d'une puissance installée de 2,4 GW (soit environ 2 % de celle d'EDF).
La tour aéroréfrigérante n°1, présente depuis l'ouverture, est démolie par foudroyage en 1994.
La SNET s'est positionnée comme concurrent d'EDF dès l'ouverture du marché français de l'électricité aux clients éligibles en 1999. Ceci s'explique par la volonté de l'État de stimuler une concurrence entre tous les acteurs du secteur de l'électricité (dont l'État est actionnaire majoritaire de toutes les entreprises), en pleine libéralisation économique.

### Endesa
En septembre 2004, le contrôle de la société est passé aux mains d'Endesa, premier producteur d'électricité en Espagne, qui s'assure ainsi un accès au marché français. La centrale est ainsi détenue à 65 % par Endesa, 18.75 % par Électricité de France et 12,25 % par Charbonnages de France.

### E.ON
En juin 2008, la SNET est vendue au groupe Allemand E.ON et contrôlée par E.ON-France qui emploie plus de 850 personnes. La SNET évolue en construisant des cycles combinés gaz, dont les deux premières en France sur le site de Saint-Avold (Centrale Émile-Huchet).
En 2013, le Comité central d'entreprise de la SNET-France annonce attaquer en justice le plan social prévoyant la suppression de 535 postes du domaine de la production électrique à partir du charbon.
A la scission des activités d'énergie fossile de la compagnie allemande en 2016, l'entreprise devient UNIPER FRANCE POWER.
En 2019, UNIPER vent ses actifs français à la holding tchèque EPH (Energetický a prumyslový holding a.s.) détenue par le milliardaire tchèque Daniel Kretinsky et la société prend le nom de GAZELENERGIE GENERATION.

## Le contexte de fermeture

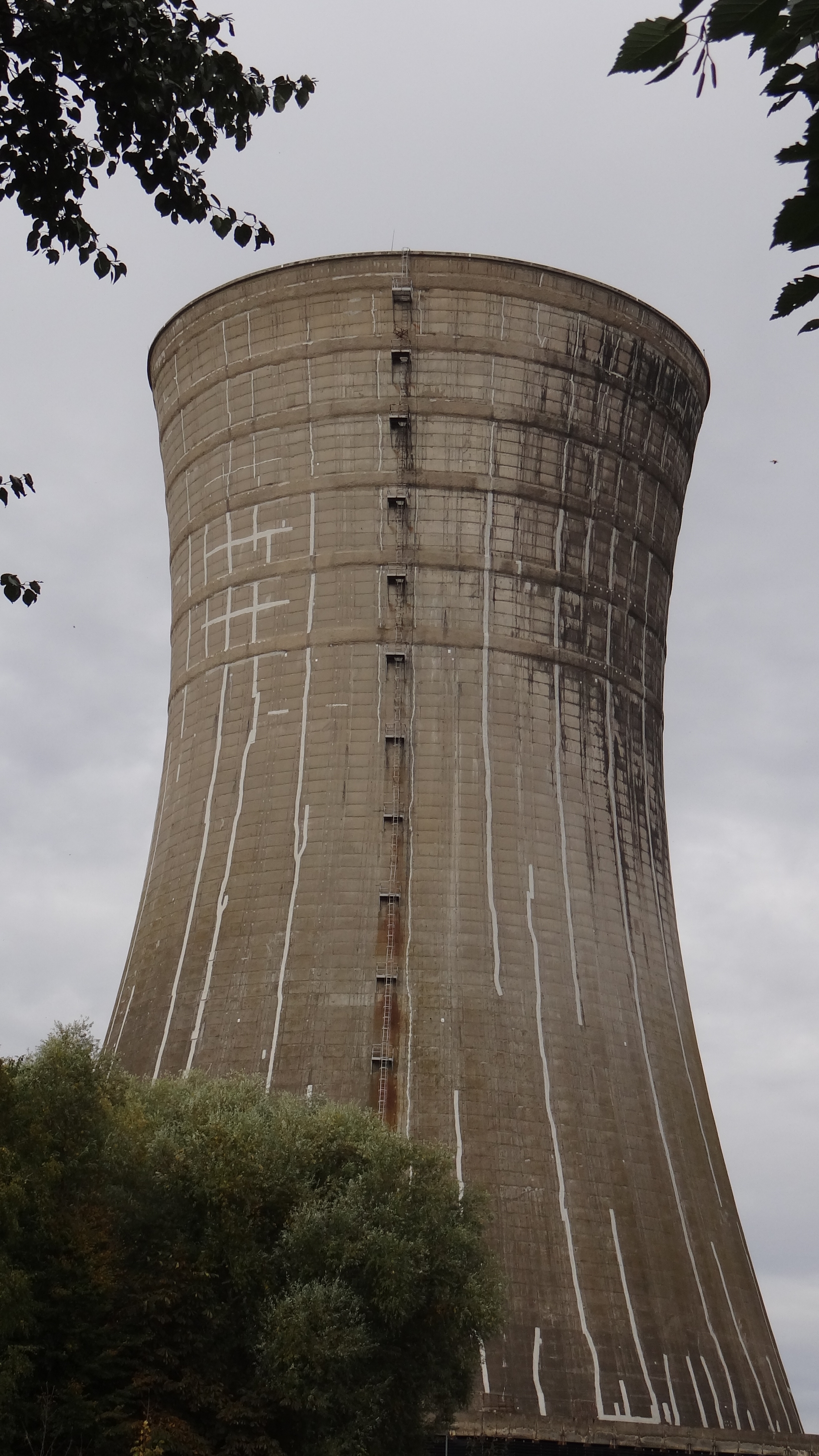
La tour aéroréfrigérante, en béton armé.

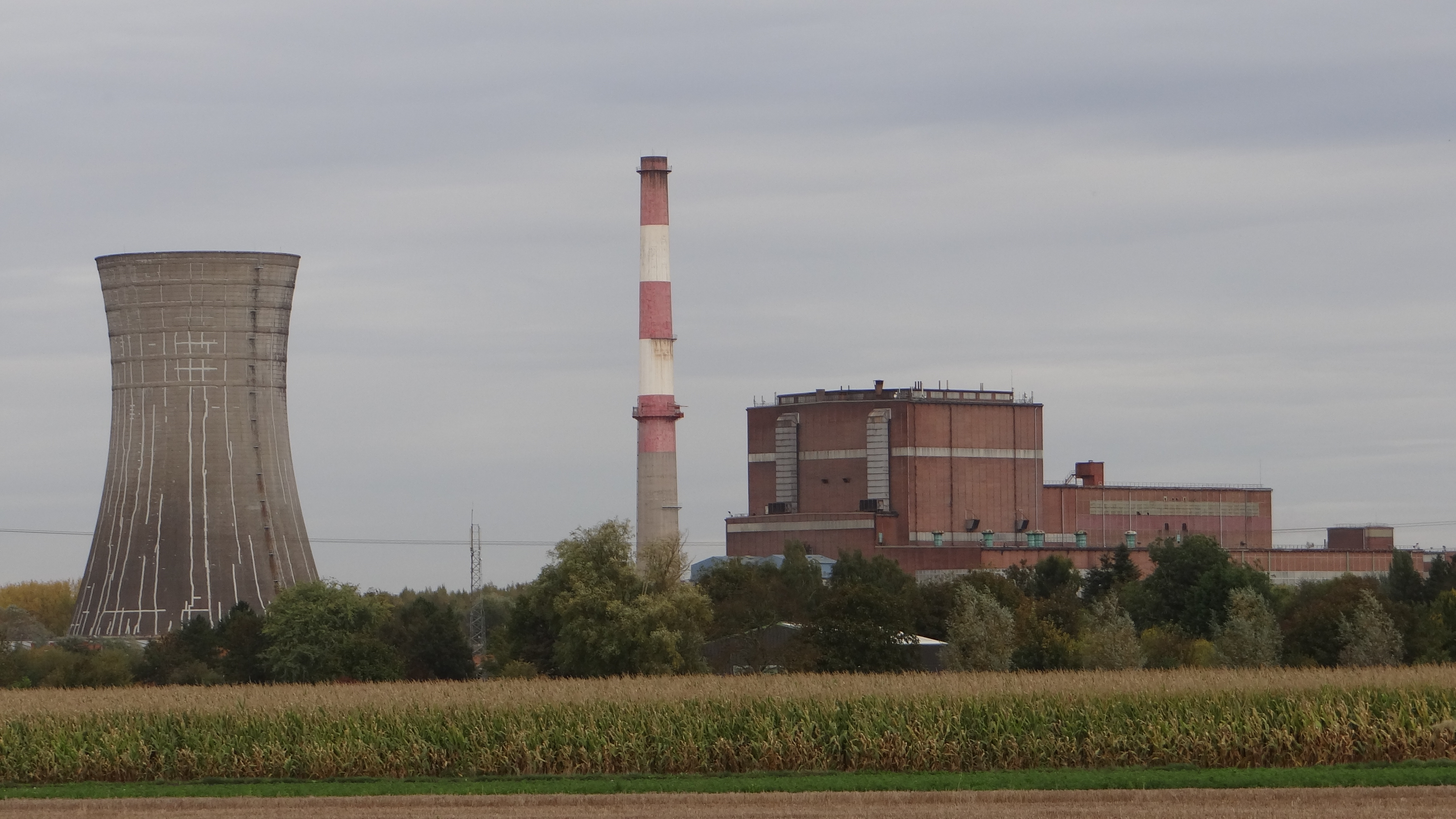
Vue générale de la centrale thermique d'Hornaing.

Mi-2011, le groupe E.ON et sa filiale française SNET annoncent qu'en France, ils devront dès 2013 fermer cinq de leurs centrales à charbon de plus de 40 ans, dont trois fonctionnent avec des dérogations leur permettant de ne pas respecter les nouvelles normes de pollution. 535 emplois sont concernés par une fermeture expliquée par le groupe par l'augmentation du prix du charbon, les coûts attendus des quotas d'émissions de gaz à effet de serre (à partir de 2013). La non-conformité environnementale et l'inadéquation de ces centrales face aux besoins du marché de l'électricité sont deux autres raisons évoquées. Ces centrales sont la « centrale Émile-Huchet » de Saint-Avold (Moselle), celle de Provence à Gardanne-Meyreuil (Bouches-du-Rhône), celle d'Hornaing (Nord) et celle de Lucy à Montceau-les-Mines (Saône-et-Loire). En compensation, le groupe annonçait mi-2011 préparer deux possibles nouvelles unités de production gaz sur la centrale d’Hornaing (tranche à cycle combiné gaz) et une unité de biomasse-énergie sur la « centrale de Provence »".
En septembre 2012, E.ON. a confirmé son projet de conversion en centrale à "biomasse" de l'unité Provence 4 - Charbon de à Gardanne, mais aussi la fermeture du site d'Hornaing ,.
Fin aout 2012 Le préfet du Nord signe l'arrêté d'exploitation de la centrale d'Hornaing à cycle combiné à gaz, un projet de 300 millions d'euros qu'E.ON avait hérité de l'ancien propriétaire l'électricien espagnol.
Pour la centrale d'Hornaing, E.ON a investi 30 millions d'euros pour raccorder une conduite Gaz au réseau GRTgaz pour lancer le projet de cycle combiné à Hornaing, dans le même temps EDF lance à quelques kilomètres de là le même projet à Cycle combiné mais à haut rendement pour la Centrale thermique de Bouchain.

## Les suites judiciaires

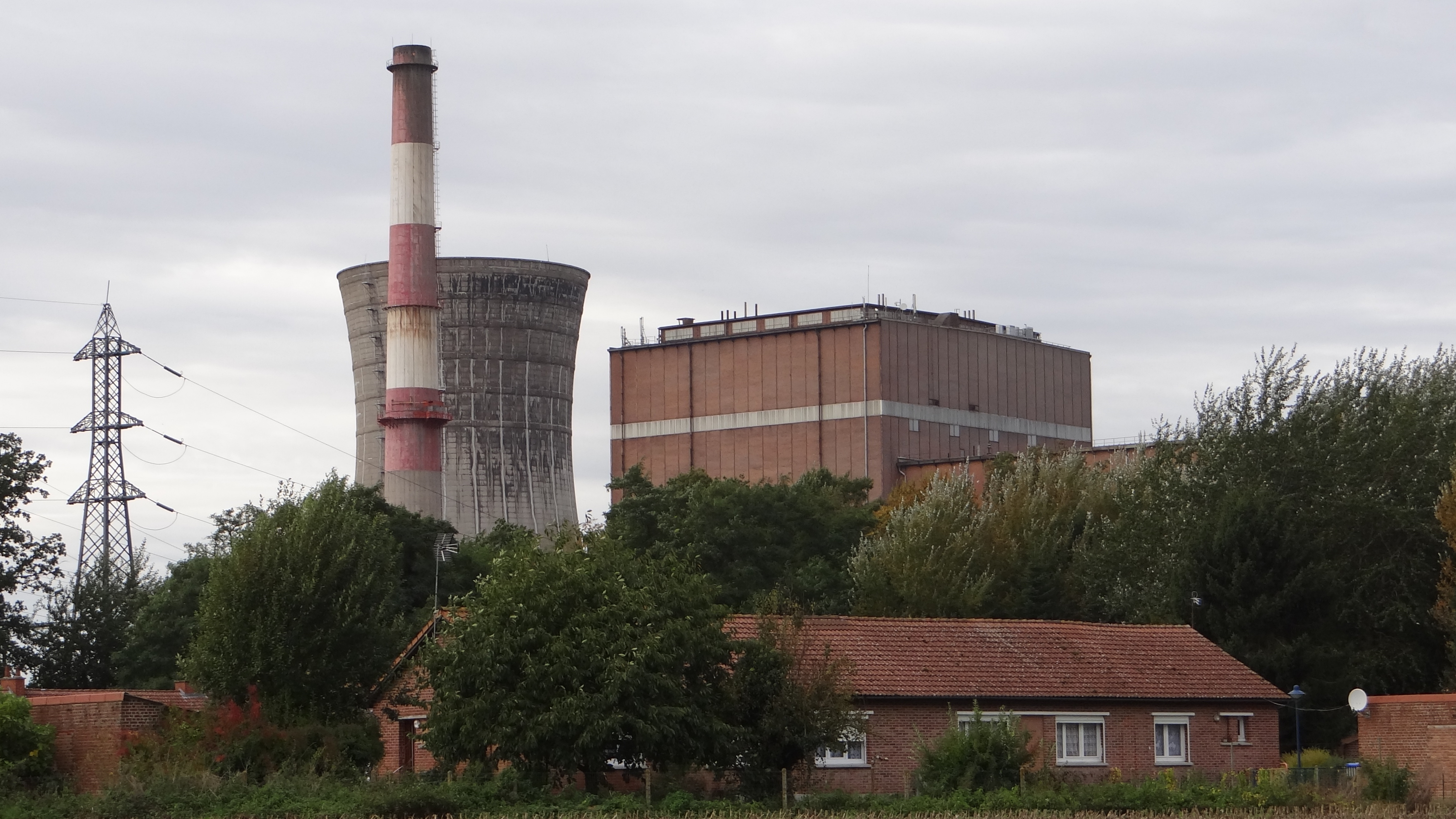
La centrale thermique d'Hornaing.

En 2010 un conflit oppose les salariés et leurs représentants à E.ON. Un accord de fin de conflit est conclu et signé le 16 février 2010, soit l’accomplissement de 20 000 heures de production, déduction à faire des 8 000 déjà effectuées, jusqu’au 31 décembre 2015 au plus tard.
À la suite de l'annonce le 29 septembre 2012, par courriel, aux salariés de la fermeture du site en 2013, deux syndicats CGT et FO demandent le respect de l'accord de fin de conflit conclu en 2010.
Le tribunal de grande instance de Douai rend son jugement le 29 mars 2013 et il confirme la fermeture de la centrale thermique d’Hornaing dont le principal attendu, à dire d'experts, est la vétusté présumée du site mettant en danger les ouvriers comme l’environnement immédiat.
Le 1er avril 2013 le site démarre des travaux destinés à la mise en sécurité du site en vue de son démantèlement puis de sa dépollution. La même année, la tour aéroréfrigérante n°2 (TAR2) est foudroyée, ne laissant que la TAR3 encore debout.
En 2022 et 2023, les convoyeurs à bande, les dépoussiéreurs et le silo à cendres sont désamiantés puis déconstruits.
La décision judiciaire en première instance fait l'objet d'un appel et le 30 mai 2013. La cour d'appel de Douai, rend son jugement et estime qu'E.ON a manqué à son engagement en décidant unilatéralement d'arrêter l'exploitation de la centrale dès 2013. « Elle condamne et ordonne la mise en œuvre de l'accord de fin de conflit signé le 16 février 2010, soit "l'accomplissement de 20 000 heures de production", déduction à faire des 8 000 déjà effectuées, jusqu'au 31 décembre 2015 au plus tard. La centrale pourra redémarrer après avoir obtenu "l'accord de la DREAL (Direction régionale de l'environnement, de l'aménagement et du logement) dans le cadre de sa visite décennale de sécurité, prévue en août 2013" ».

## Les installations de la centrale
- un groupe turbo-alternateur de 250 MW.
- un générateur de vapeur à combustible, charbons, coke de pétrole, schistes et relavures issues de terrils locaux.
- une production de cendres de la centrale valorisées par l'entreprise Surschiste, filiale de GazelEnergie, à partir du terril n°151 voisin.
- un réfrigérant utilisant les eaux de la Scarpe